# Valjanje
Valjanje je jedan od postupaka oblikovanja metala deformiranjem kod kojega se odljevnom bloku (ingotu) propuštanjem između okrećućih valjaka smanjuje presjek i daje željeni oblik, uz istovremeno poboljšanje mehaničkih svojstava. Od svih postupaka plastične deformacije, najveću primjenu ima valjanje. Postupak započinje valjanjem ingota u poluproizvode. Dok obradak prolazi između valjaka dolazi do deformiranja materijala. U zoni deformacije materijal ne prolazi svugdje istom brzinom kojom rotiraju valjci. Obodna brzina valjka može biti veća, ista ili sporija od brzine prolaza materijala u zoni deformacije.
Valjati se može u toplom i hladnom stanju. Materijali većeg presjeka valjaju se pretežno u toplom stanju, zbog veće plastičnosti i mogućnosti puno većih redukcija presjeka, te manjih sila i manjeg utroška rada. Materijali manjeg presjeka valjaju se pretežno u hladnom stanju, jer se postiže glađa površina, uža tolerancija i veća tvrdoća materijala.

## Vrste valjanja
Razlikuju se tri postupka valjanja: 
- uzdužno valjanje: valjani komad uvlači se u zazor zbog sila trenja između valjaka koji se okteću u suprotnim pravcima. Pri tome se valjanom komadu smanjuje visina, povećava širina i duljina, a presjek dobiva oblik otvora (kalibra) između valjaka.
- poprečno valjanje: valjci se okreću u istom smjeru. Komad se u valjcima drži pomoću posebnog uređaja. Deformacija materijala ostvaruje se uzduž osi valjanog komada. Poprečnim valjanjem proizvode se profili koji čine rotacijska tijela kao što su kugle, zupčanici i sl.
- koso valjanje: valjani komad dobiva rotacijsko kretanje od valjaka koji se kao i kod poprečnog valjanja okreću u istom smjeru. Osim toga, komad dobiva postepeno kretanje u pravcu svoje osi i to zahvaljujući tome što osi valjaka s izbočenim radnim površinama ne leže u jednoj vertikalnoj ravnini, nego pod nekim kutom. Kod diskovnih valjaka osi diska leže u jednoj vertikalnoj ravnini i paralelne su među sobom, ali je os valjanog komada pomaknuta od osi ravnine valjaka. Pri valjanju se komad kreće i postepeno ulazi u sužavajući otvor među valjcima pri čemu se ostvaruje redukcija presjeka, a također se može stvarati i šupljina u centralnom dijelu valjanog komada.

Valjci su alati za valjanje i dijele se na:
- ravne valjke za limove, ploče, trake;
- profilne valjke; valja se željeni oblik u jednom prolazu ili u više prolaza (faza);
- valjke s gravurom; jedna strana obratka može imati gravuru (ispupčenu ili upuštenu), dok je druga strana obratka ravna (s gravurom istom ili različitom),
- kalibar valjke.

## Valjaonički proizvodi
Valjanjem se proizvode limovi, trake, folije, šipke, profili, cijevi. Osnovna podjela valjaoničkih proizvoda:
- limovi; mogu se valjati u hladnom ili toplom stanju: tanki debljine do 3 mm, srednji debljine od 3 – 4,75 mm, debeli debljine preko 5 mm. Podvrsta limova su folije debljine 0,1 mm, 0,01 mm, 0,007 mm folije za domaćinstvo, 0,005 mm, te 0,002 mm zlatne folije.
- poluproizvodi:

- blum je proizvod kvadratnog ili pravokutnog oblika nepravilnih površina, zaobljenih bridova, dimenzija stranica a > 125 mm i odnos a : b =1 : 1 do 1 : 2;
- slab je proizvod pravokutnog oblika najmanje dimenzije stranica a > 40 mm i odnos a : b > 1 : 2;
- platina je proizvod pravokutnog presjeka najveće debljine 40 mm, a najmanje širine 150 mm. Širina platine mora biti najmanje 4 puta veća od debljine. Iz platina se dalje valjaju tanki limovi. Stranica a < 40mm i odnos a : b >1 : 4;
- kvadratne gredice su proizvodi različitih dimenzija stranica od 50 do 125 mm;
- plosnate gredice su proizvodi pravokutnog presjeka debljine od 30 – 40 mm i širine 50 – 100 mm;

- trake su proizvodi koji se izrađuju u različitim dimenzijama. Širine mogu prelaziti i 600 mm. Debljine traka mogu biti od 0,08 mm do 5 mm.
- valjani profili se izrađuju u različitim presjecima:

- okrugli profil promjera od 6 do 125 mm;
- kvadratni profil sa stranicom od 8 do 125 mm;
- pravokutni profil se javlja u više oblika; plosnati, široki plosnati, trakasti;
- šesterokutni profil se valja u dimenzijama viljuškastog ključa od 10 do 80 mm;
- L profil;
- T profil;
- U profil;
- Omega profil
- I nosač, H nosač;
- specijalni profili.

- žice nastaju kao konačni proizvod toplo valjanog okruglog profila. Krajnji oblik postiže se provlačenjem. Žice se dijele prema promjeru na:

- finu žicu promjera od 0,1 do 1 mm;
- tanku žicu promjera od 1,2 do 1,8 mm;
- srednju žicu promjera od 2 do 4,6 mm;
- debelu žicu promjera od 5 do 14 mm.

## Valjaonički stanovi
Valjaonički stanovi ili strojevi za valjanje razlikuju se po broju valjaka, smještaju valjaka, smjeru vrtnje i namjeni:
- Duo valjaonički stanovi imaju dva valjka koji mogu biti po smjeru vrtnje: povratni (reverzibilni) ili nepovratni (ireverzibilni). Oba valjka su gonjena, odnosno u prigonu se pogonsko vratilo dijeli na dva vratila, koja se okreću u suprotnom smjeru i spojena su na valjke. Valjanje duo valjcima je isključivo u toplom stanju;
- Trio valjaonički stanovi imaju tri valjka koji mogu biti: sva tri valjka istog promjera ili srednji valjak manjeg promjera. Pogonski valjci su vanjski. Ako je srednji valjak manjeg promjera onda valjaonički stan valja limove;
- Kvatro valjaonički stanovi imaju dva para valjaka. Vanjski par su veći valjci, koji služe za smanjenje progiba. Unutarnji valjci su pogonski, mogu biti povratni (reverzibilni) ili nepovratni (ireverzibilni). Služe za valjanje limova;
- Valjaonički stanovi sa sistemom od više valjaka valjaju limove i folije u hladnom stanju. Pogonski valjci su unutarnji par valjaka, dok svi ostali služe za smanjenje progiba i što točnije i preciznije valjanje.

## Valjanje cijevi
Cijevi se dijele na šavne i bešavne cijevi i prema tome se dijele i načini njihove proizvodnje. Bešavne cijevi služe za veća opterećenja, imaju bolja mehanička svojstva i visok stupanj sigurnosti. Njihova proizvodnja se dijeli u dva koraka: proizvodnje tzv. cijevnice i valjanje cijevnice u konačni oblik cijevi. Nakon izrade cijevi slijede završni postupci: kalibriranje na točne završne mjere, davanje glatkoće površine (unutarnje i vanjske), smanjivanje ili povećavanje promjera cijevi, ravnanje, savijanje.
Cijevnica se izrađuje:
- Mannesmannovim postupkom: bušenjem usijanog sirovca u rotirajući trupac pomoću valjaka stožastog ili gljivastog oblika i trna.
- Erdardtovim postupkom: utiskivanjem trna u usijani trupac koji je uklješten u čeljusti (blok).

### Bešavne cijevi
Proizvodnja bešavnih cijevi iz cijevnice nastavlja se na jedan od sljedećih načina:
- Pilgerovanje cijevi; u cijevnicu se umetne trn. Cijevnica se s trnom postavi između posebno kalibriranih valjaka. Valjci se rotiraju i zahvate dio cijevi. Po zahvatu dijela cijevi počinje valjanje samo tog dijela u cijev s manjom stijenkom. Nakon završetka valjanja dijela cijevi, ona se pomiče za potreban korak, te ponovno dolazi do zahvata. Postupak se ponavlja dok cijela cijevnica ne bude razvaljana. Nedostatak je teško vađenje trnova po završetku valjanja.
- Kontinuirani postupak valjanja cijevi: u cijevnicu se umetne trn. Cijevnica prolazi kroz 7 - 9 pari kalibriranih valjaka, koji su postavljeni naizmjence s vodoravnim i vertikalnim osima zbog smanjenja nadebljanja, koja nastaju na mjestima sastajanja valjaka. Prednost ovog postupka je velika produktivnost i velika radna brzina;
- Erhardtov postupak izrade cijevi: deblje cijevi se stanjuju u toplom stanju provlačenjem kroz sistem matrica dok je u njima trn.

### Šavne cijevi
Šavne cijevi služe za niskotlačne instalacije. Proizvode se u hladnom (cijevi tankih stijenki) i toplom stanju (debelostijene cijevi). Postupak ima dva koraka: postepeno savijanje metalne trake u cijev kroz sistem kalibriranih valjaka, te zavarivanje rubova. Nakon ova dva glavna koraka, može se nastaviti s kalibriranjem, ravnanjem, smanjenjem profila ili povećanjem promjera.

## Plastična svojstva materijala
Vanjske sile koje djeluju na neko tijelo mijenjaju dimenzije i oblik tog tijela. Promjena oblika može biti elastična ili plastična tj. promjene se sastoje od povratnih ili elastičnih deformacija i nepovratnih ili plastičnih deformacija.
Kod elastične promjene oblika, po prestanku djalovanja vanjske sile, obradak se vraća u prvobitan oblik; u tijelu su se pojavile elastične deformacije, koje nestaju prestankom uzroka deformiranja.
Plastične deformacije uzrokuju promjenu izgleda obratka. Sile su tako velike da prelaze izdržljivost materijala (granica razvlačenja ili granica tečenja materijala) i sirovac se počinje mijenjati. Materijal pod djelovanjem velike sile počinje „teći“ i dolazi do promjene oblika. Promjene oblika i dimenzija povezane su u mikrostrukturi materijala s promjenom kristalnog zrna i kristalnih rešetaka, te zbog toga i promjena mehaničko fizičkih svojstava materijala. Sve te promjene ovise o:
- stupnju deformacije
- brzini deformacije
- temperaturi

### Stupanj deformacije
Ako je šipka ili štap od nekog elastičnog materijala, onda i nju možemo promatrati kao oprugu. Šipka ima duljinu L i poprečni presjek A. Ako šipku razvlačimo s nekom silom F, onda u njoj nastaje naprezanje σ, koje se opire vanjskoj sili. Tada Hookeov zakon možemo pisati u obliku:
{\displaystyle \sigma =E\varepsilon }
ili
{\displaystyle \Delta L={\frac {F}{EA}}L={\frac {\sigma }{E}}L.}
gdje je: σ – naprezanje u šipki ili štapu (N/mm2), E – Youngov modul elastičnosti (N/mm2), ε – omjer produljenja (stupanj deformacije) šipke ili štapa i njene duljine (bez dimenzije ili ΔL / L), L – duljina štapa, ΔL - produljenje šipke ili štapa (mm), F – sila koja produljuje šipku ili štap (N), A – poprečni presjek šipke ili štapa (mm2)
Hookeov zakon vrijedi samo u određenom području nekog materijala, koje se naziva elastično područje. Za čelik je elastično područje sve do granice razvlačenja ili gdje ta granica nije jasno određena, do granice plastičnosti koja je određena onim naprezanjem pri kojem nastaje trajno produljenje od 0,2% prvobitne dužine šipke ili štapa. Ovo naprezanje nosi oznaku σ0,2.
Povećanjem sile naprezanje σ raste, deformacija ε se povećava i rezultat toga je očvršćenje materijala. To se dešava do σM, granice vlačne čvrstoće, odnosno to je naprezanje pri maksimalnoj sili. Tada se naglo počinje uzorak materijala produljivati i smanjivati presjek. Maksimalna sila pada, a naprezanje raste dok ne dođe do loma materijala.

### Brzina deformacije
Brzina deformacije je važna veličina koja utječe na obradu materijala prilikom plastične deformacije (valjanje). Povećanjem brzine deformacije, kod hladne deformacije, dolazi do očvršćenja materijala. Posljedica toga je povećanje naprezanja kod tečenja materijala, veliki otpor deformiranju, te smanjenje deformabilnosti.
φ = Δε / Δτ   =  Val / h 
gdje je: φ – brzina deformacije, e - stupanj deformacije, τ - vremenski period, Val – brzina alata, h – visina (duljina) obratka.

### Temperatura valjanja
Plastična deformacija može biti :
- hladna plastična deformacija: ako se odvija na temperature nižoj od temperature rekristalizacije i
- vruća plastična deformacija, ako se odvija na višoj od temperature kristalizacije (austenit oko 1100 ºC).

Hladna deformacija povećava čvrstoću, a smanjuje plastičnost ovisno o stupnju deformacije.  Vruća deformacija smanjuje čvrstoću, odnosno otpornost materijala na deformaciju i povećava njegovu plastičnost ili istezljivost. Kod vruće deformacije treba paziti i na brzinu deformacije, koja ne smije biti veća od brzine rekristalizacije, zbog mogućeg smanjenja plastičnosti materijala.
Rekristalizacija je toplinska obrada žarenja kojom nastaju kristalna zrnca slična onima prije deformacije. Povratom na početnu strukturu smanjuju se čvrstoća i tvrdoća, a povećava plastičnost, pa se može nastaviti s daljnjom deformacijom bez prekida i loma materijala. Temperatura rekristalizacije ovisi o vrsti materijala i stupnju deformacije. Čelik se lagano zagrijava i žari više sati na temperaturi 550 - 650 ºC.